# Edison (Nebraska)
Edison es una villa ubicada en el condado de Furnas en el estado estadounidense de Nebraska. En el Censo de 2010 tenía una población de 133 habitantes y una densidad poblacional de 193,05 personas por km².

## Geografía
Edison se encuentra ubicada en las coordenadas 40°16′40″N 99°46′35″O / 40.27778, -99.77639. Según la Oficina del Censo de los Estados Unidos, Edison tiene una superficie total de 0.69 km², de la cual 0.69 km² corresponden a tierra firme y (0%) 0 km² es agua.

## Demografía
Según el censo de 2010, había 133 personas residiendo en Edison. La densidad de población era de 193,05 hab./km². De los 133 habitantes, Edison estaba compuesto por el 97.74% blancos, el 0% eran afroamericanos, el 0.75% eran amerindios, el 0% eran asiáticos, el 0.75% eran isleños del Pacífico, el 0% eran de otras razas y el 0.75% pertenecían a dos o más razas. Del total de la población el 0.75% eran hispanos o latinos de cualquier raza.